# Stocznia Szczecińska B-32
Der Frachtschiffstyp B-32, auch B32 ist der erste Nachkriegs-Serienfrachtschiffstyp der Stettiner Werft Stocznia Szczecińska im. A. Warskiego.

## Geschichte
Die Werft entwickelte den Schiffstyp auf der Basis der 1936 gebauten Nordcoke, einem Vorkriegsentwurf der Werft Lübecker Maschinenbau Gesellschaft, der sich schon durch die Verwendung stählerner Lukendeckel auszeichnete. Die Schiffsserie wurde von 1953 bis 1959 in 41 Einheiten hergestellt. Aufgrund der Verbesserungen während der laufenden Serie werden die Baureihen B32/I (6 Einheiten), B32/II (10 Einheiten), B32/III (5 Einheiten), B32/V (6 Einheiten), B32/VII (2 Einheiten) und B32/VIII (2 Einheiten) unterschieden. Das Bauprogramm dieses Schiffstyps war gleichzeitig das letzte Polens mit Dampfmaschinenantrieb, aber schon mit vollständig geschweißten Rümpfen, die in Sektionsbauweise zusammengefügt wurden. Erstes Schiff der Serie war die nach der russischen Stadt Tschulym benannte und 1953 an die sowjetische Reederei Sudoimport übergebene Chulym mit der Baunummer 1.
Insgesamt 22 Einheiten wurden an die Sowjetunion geliefert, 15 Neubauten blieben in Polen und je zwei Einheiten gingen an Reedereien in Albanien und Ägypten.

## Technik
Der Schiffsantrieb bestand aus kohlegefeuerten Dampfkesseln und einer 1288 kW leistenden Verbund-Dampfmaschine des Herstellers Zgoda. Diese wirkte direkt auf einen Festpropeller mit einer Drehzahl von bis zu 93 Umdrehungen pro Minute.
Die vier Laderäume haben ein Schüttgutvolumen von 4484 m3 und 4313 m3 Ballenraum. Die, mit über zehn mal zehn Meter damals sehr großen, Lukenöffnungen des B-32 machten einen zügigen Ladungsumschlag des auf die Kohlen- und Erzfahrt spezialisierten Frachtdampferstyps möglich. Die Stahllukendeckel des Typs sind in Querschiffsrichtung geteilt und werden beim Öffnen zunächst mit dem Ladegeschirr zur Hälfte geöffnet und auf die noch geschlossene Hälfte gelegt. Daraufhin wurde das Lukendeckelpaar mit Taljen und Blöcken geöffnet und senkrecht aufgestellt. Das Öffnen und Schließen der Luken nahm nur wenige Minuten in Anspruch. Das Ladegeschirr bestand aus acht Leichtgutladebäumen.

## Die Schiffe (Auswahl)
| Bauname            | Bau- nummer | IMO- Nummer | Stapellauf/ Ablieferung             | Auftraggeber | Umbenennungen und Verbleib |
| ------------------ | ----------- | ----------- | ----------------------------------- | ------------ | -------------------------- |
| Chulym             | B32-1/1     | 5072266     | 18. Dezember 1952 31. Dezember 1953 | -            | -                          |
| Tom                | B32-1/2     | 5364059     | 30. März 1953 29. April 1954        | -            | -                          |
| Ingul              | B32-1/3     | 5161500     | 22. Juli 1953 27. Juni 1954         | -            | -                          |
| Terek              | B32-1/4     | 5321643     | 17. Januar 1954 30. September 1954  | -            | -                          |
| Lipetsk            | B32-1/5     | 5209297     | 11. April 1954 30. November 1954    | -            | -                          |
| Cherkassy          | B32-1/6     | 5069611     | 27. Juni 1954 10. März 1955         | -            | -                          |
| Malbork            | B32-1/7     | 5218286     | 29. September 1954 30. April 1955   | -            | -                          |
| Proletarsk         | B32-2/08    | 5285758     | 29. November 1954 30. Juni 1955     | -            | -                          |
| Severodoetsk       | B32-2/09    | -           | 5. Februar 1955 31. Juli 1955       | -            | -                          |
| Leninsk-Kuznetskiy | B32-2/10    | -           | 31. März 1955 30. September 1955    | -            | -                          |
| Insar              | B32-2/12    | -           | 31. Mai 1955 23. November 1955      | -            | -                          |
| Chkalovsk          | B32-2/13    | 5070919     | 29. Juli 1955 31. Dezember 1955     | -            | -                          |
| Chigrin            | B32-2/11    | 5070165     | 27. September 1955 29. Februar 1956 | -            | -                          |
| Kovda              | B32-2/14    | 5070581     | 31. Oktober 1955 30. März 1956      | -            | -                          |
| Giluj              | B32-2/15    | 6401373     | 18. Dezember 1955 30. April 1956    | -            | -                          |
| Tczew              | B32-6/35    | 5354195     | 26. Oktober 1957 22. März 1958      | -            | -                          |
| Cieszyn            | B32-6/36    | 5072747     | 30. November 1957 6. April 1958     | -            | -                          |
| Opole              | B32-6/37    | 5263932     | 20. Januar 1958 31. Mai 1958        | -            | -                          |
| Tanta              | B32-7/38    | 5352460     | 12. April 1958 30. August 1958      | -            | -                          |
| Benha              | B32-7/39    | 5041023     | 31. Mai 1958 11. Oktober 1958       | -            | -                          |
| Partizani          | B32-8/40    | 5271018     | 12. August 1958 12. Dezember 1958   | -            | -                          |
| Lirija             | B32-8/41    | 5209376     | 22. Oktober 1958 28. Februar 1959   | -            | -                          |